# PLAC1
PLAC1 (англ. Placenta specific 1) – білок, який кодується однойменним геном, розташованим у людей на X-хромосомі. Довжина поліпептидного ланцюга білка становить 212 амінокислот, а молекулярна маса — 23 616.
| 10         |  | 20         |  | 30         |  | 40         |  | 50         |
| ---------- |  | ---------- |  | ---------- |  | ---------- |  | ---------- |
| MKVFKFIGLM |  | ILLTSAFSAG |  | SGQSPMTVLC |  | SIDWFMVTVH |  | PFMLNNDVCV |
| HFHELHLGLG |  | CPPNHVQPHA |  | YQFTYRVTEC |  | GIRAKAVSQD |  | MVIYSTEIHY |
| SSKGTPSKFV |  | IPVSCAAPQK |  | SPWLTKPCSM |  | RVASKSRATA |  | QKDEKCYEVF |
| SLSQSSQRPN |  | CDCPPCVFSE |  | EEHTQVPCHQ |  | AGAQEAQPLQ |  | PSHFLDISED |
| WSLHTDDMIG |  | SM         |  |            |  |            |  |            |

A: Аланін

C: Цистеїн

D: Аспарагінова кислота

E: Глутамінова кислота

F: Фенілаланін

G: Гліцин

H: Гістидин

I: Ізолейцин

K: Лізин

L: Лейцин

M: Метіонін

N: Аспарагін

P: Пролін

Q: Глутамін

R: Аргінін

S: Серин

T: Треонін

V: Валін

W: Триптофан

Кодований геном білок за функцією належить до білків розвитку. 
Секретований назовні.